# Tunisie aux Jeux olympiques d'été de 2012
La Tunisie participe aux Jeux olympiques d'été de 2012 à Londres au Royaume-Uni du 27 juillet au 12 août 2012. Il s'agit de sa 13e participation à des Jeux d'été. Elle réussit à qualifier 83 sportifs dans dix-sept sports, jusqu'ici, ce qui constitue un record dans l'histoire des participations tunisiennes avec, pour la première fois, la qualification dans trois sports collectifs (handball, basket-ball et volley-ball).

## Médaillés
| Médaille | Sport      | Discipline                | Athlète(s)       | Performance       | Date    |
| Or       | Natation   | 10 km hommes              | Oussama Mellouli | 1 h 49 min 55 s 1 | 10 août |
| Or       | Athlétisme | 3 000 m steeple femmes    | Habiba Ghribi    | 9 min 8 s 37      | 6 août  |
| Bronze   | Natation   | 1 500 m nage libre hommes | Oussama Mellouli | 14 min 40 s 31    | 4 août  |

Habiba Ghribi devient championne olympique 2012 sur le 3 000 m steeple à la suite de la disqualification de la Russe Yuliya Zaripova pour dopage en mars 2016.

## Résultats par épreuve

### Athlétisme
Les athlètes de la Tunisie ont jusqu'ici atteint les minima de qualification dans les épreuves d'athlétisme suivantes (pour chaque épreuve, un pays peut engager trois athlètes à condition qu'ils aient réussi chacun les minima A de qualification, un seul athlète par nation est inscrit sur la liste de départ si seuls les minima B sont réussis), :

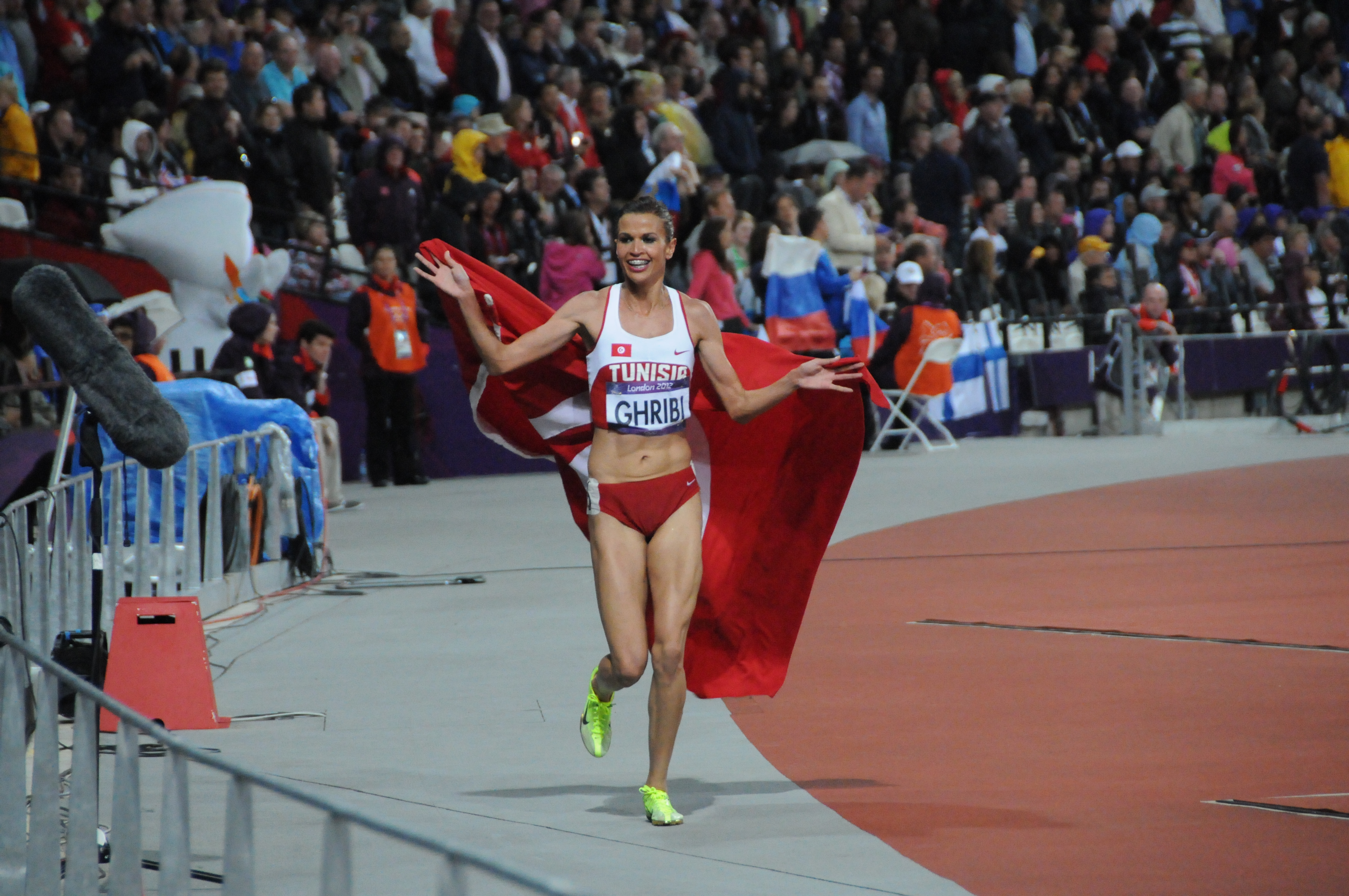
Habiba Ghribi fêtant sa médaille aux 3000 m steeple.

Minima A réalisé par trois athlètes (ou plus)
- Aucun

Minima A réalisé par deux athlètes
- Aucun

Minima A réalisé par un athlète
- 20 kilomètres marche hommes : Hassanine Sebei dont la meilleure performance est 1 h 20 min 18 s
- 3 000 mètres steeple femmes : Habiba Ghribi dont la meilleure performance est 9 min 11 s 97

Minima B réalisé par un athlète (ou plus)
- Marathon dames : Amira Ben Amor
- Marathon hommes : Wissem Hosni
- 3 000 mètres steeple hommes : Amor Ben Yahia

| Athlète         | Compétition     | Qualifications   | Qualifications | Finale             | Finale                         |
| Athlète         | Compétition     | Temps            | Rang           | Temps              | Rang                           |
| --------------- | --------------- | ---------------- | -------------- | ------------------ | ------------------------------ |
| Amor Ben Yahia  | 3 000 m steeple | 8 min 22 s 70 PB | 14             | -                  | -                              |
| Habiba Ghribi   | 3 000 m steeple | 9 min 27 s 42 SB | 1              | 9 min 8 s 37 NR    | Médaille d'or, Jeux olympiques |
| Hassanine Sebei | 20 km marche    | -                | -              | DNF                | -                              |
| Wissem Hosni    | Marathon        | -                | -              | 2 h 26 min 43 s    | 71                             |
| Amira Ben Amor  | Marathon        | -                | -              | 2 h 40 min 13 s NR | 80                             |

### Aviron
Deux rameurs tunisiens sont qualifiés : Aymen Mejri (skiff messieurs) et Racha Soula (skiff dames)
| Athlète     | Compétition | Séries        | Séries | Repêchage     | Repêchage | Quarts de finale | Quarts de finale | Demi-finales | Demi-finales | Finales | Finales |
| Athlète     | Compétition | Temps         | Rang   | Temps         | Rang      | Temps            | Rang             | Temps        | Rang         | Temps   | Rang    |
| ----------- | ----------- | ------------- | ------ | ------------- | --------- | ---------------- | ---------------- | ------------ | ------------ | ------- | ------- |
| Aymen Mejri | Skiff       | 7 min 21 s 64 | R      | 7 min 11 s 94 | -         | -                | -                | -            | -            | -       | -       |
| Racha Soula | Skiff       | 8 min 19 s 31 | R      | 8 min 10 s 76 | -         | -                | -                | -            | -            | -       | -       |

### Basket-ball
La Tunisie a qualifié son équipe de basket-ball masculine :
Sélection
- (4) Radhouane Slimane (Al Nasr Dubaï)
- (5) Marouan Laghnej (Jeunesse sportive kairouanaise)
- (6) Nizar Knioua (Stade nabeulien)
- (7) Mourad El Mabrouk (Ezzahra Sports)
- (8) Marouan Kechrid (Union sportive monastirienne)
- (9) Mohamed Hadidane (Stade nabeulien)
- (10) Mehdi Labeyrie Hafsi (Étoile sportive Saint-Michel Le Portel Côte d'Opale)
- (11) Mokhtar Ghayaza (Étoile sportive de Radès)
- (12) Makrem Ben Romdhane (Étoile sportive du Sahel)
- (13) Amine Rzig (Étoile sportive du Sahel)
- (14) Youssef Gaddour (Union sportive monastirienne)
- (15) Salah Mejri (Étoile sportive du Sahel)
- Entraîneur : Adel Tlatli

Classement
| # | Équipe     | Pts | G | P | PP  | PC  | Diff |
| - | ---------- | --- | - | - | --- | --- | ---- |
| 1 | France     | 9   | 4 | 1 | 376 | 378 | -2   |
| 2 | États-Unis | 8   | 4 | 0 | 463 | 301 | +162 |
| 3 | Argentine  | 7   | 3 | 1 | 351 | 298 | +53  |
| 4 | Lituanie   | 7   | 2 | 3 | 395 | 399 | -4   |
| 5 | Nigeria    | 6   | 1 | 4 | 338 | 456 | -118 |
| 6 | Tunisie    | 5   | 0 | 5 | 320 | 411 | -91  |

|  | Qualifié pour les quarts de finale                                                                        |
|  | Pts points ; G victoires ; P défaites PP points marqués ; PC points encaissés ; Diff différence de points |

Matchs
| 29 juillet 2012 | Nigeria | 60 - 56   | Tunisie | Basketball Arena, Londres |  |
| 14 h 30 CEST    |         | (15 - 31) |         |                           |  |

| 31 juillet 2012 | Tunisie | 63 - 110  | États-Unis | Basketball Arena, Londres |  |
| 22 h 15 CEST    |         | (33 - 46) |            |                           |  |

| 2 août 2012  | Argentine | 92 - 69   | Tunisie | Basketball Arena, Londres |  |
| 14 h 30 CEST |           | (40 - 40) |         |                           |  |

| 4 août 2012 | Tunisie | 69 - 73   | France | Basketball Arena, Londres |  |
| 9 h 00 CEST |         | (27 - 35) |        |                           |  |

| 6 août 2012  | Tunisie | 63 - 76   | Lituanie | Basketball Arena, Londres |  |
| 11 h 15 CEST |         | (35 - 22) |          |                           |  |

### Boxe
| Athlète            | Compétition           | 1/16 de finale              | 1/8 de finale               | Quarts de finale | Demi-finales     | Finale           | Finale |
| Athlète            | Compétition           | Adversaire Score            | Adversaire Score            | Adversaire Score | Adversaire Score | Adversaire Score | Rang   |
| ------------------ | --------------------- | --------------------------- | --------------------------- | ---------------- | ---------------- | ---------------- | ------ |
| Ahmed Mejri        | Légers (-60 kg)       | Shafiq Chitou 16-9          | Félix Verdejo (en) 7-16     | -                | -                | -                | -      |
| Abderrazak Houya   | Super-légers (-64 kg) | Heybatulla Hajialiyev 19-16 | Jeff Horn 11-17             | -                | -                | -                | -      |
| Yahia El-Mekachari | Mi-lourds (-81 kg)    | Jahon Qurbonov 16-8         | Elshod Rasulov 6-13         | -                | -                | -                | -      |
| Maroua Rahali      | Mouches (-51 kg)      | -                           | -                           | Mary Kom 6-15    | -                | -                | -      |
| Rim Jouini         | Légers (-60 kg)       | -                           | Alexis Pritchard (en) 10-15 | -                | -                | -                | -      |

### Canoë-kayak (course en ligne)
| Athlète             | Compétition     | Séries        | Séries | Demi-finale    | Demi-finale | Finale B | Finale B | Finale A | Finale A |
| Athlète             | Compétition     | Temps         | Rang   | Temps          | Rang        | Temps    | Rang     | Temps    | Rang     |
| ------------------- | --------------- | ------------- | ------ | -------------- | ----------- | -------- | -------- | -------- | -------- |
| Khaled Houcine (en) | C1 200 mètres   | 44 s 395      | 4      | 44 s 373       | 7           | -        | -        | -        | -        |
| Mohamed Ali Mrabet  | K1 200 mètres   | 38 s 291      | 7      | 44 s 373       | 7           | -        | -        | -        | -        |
| Mohamed Ali Mrabet  | K1 1 000 mètres | 38 s 291      | 7      | 44 s 373       | 7           | -        | -        | -        | -        |
| Afef Ben Ismaïl     | K1 200 mètres   | 48 s 998      | 7      | -              | -           | -        | -        | -        | -        |
| Afef Ben Ismaïl     | K1 500 mètres   | 2 min 7 s 705 | 6      | 2 min 15 s 362 | 8           | -        | -        | -        | -        |

### Escrime
| Athlète            | Compétition        | 1/32 de finale           | 1/16 de finale         | 1/8 de finale         | Quarts de finale       | Demi-finales     | Finale           | Finale |
| Athlète            | Compétition        | Adversaire Score         | Adversaire Score       | Adversaire Score      | Adversaire Score       | Adversaire Score | Adversaire Score | Rang   |
| ------------------ | ------------------ | ------------------------ | ---------------------- | --------------------- | ---------------------- | ---------------- | ---------------- | ------ |
| Mohamed Samandi    | Fleuret individuel | -                        | Andrea Cassarà 7-15    | -                     | -                      | -                | -                | -      |
| Hichem Samandi     | Sabre individuel   | Hernán Jansen (en) 13-15 | -                      | -                     | -                      | -                | -                | -      |
| Sarra Besbes       | Épée individuelle  | -                        | Luo Xiaojuan 15-9      | Choi In-jeong 12-11   | Britta Heidemann 12-15 | -                | -                | -      |
| Inès Boubakri      | Fleuret individuel | -                        | Nicole Ross 15-8       | Astrid Guyart 15-10   | Valentina Vezzali 7-8  | -                | -                | -      |
| Azza Besbes        | Sabre individuel   | -                        | Au Sin Ying (en) 15-13 | Dagmara Wozniak 13-15 | -                      | -                | -                | -      |
| Amira Ben Chaabane | Sabre individuel   | -                        | Chen Xiaodong 12-15    | -                     | -                      | -                | -                | -      |

### Gymnastique artistique
| Athlète          | Compétition | Appareils | Appareils | Appareils | Appareils | Qualification | Qualification | Appareils | Appareils | Appareils | Appareils | Finale | Finale |
| Athlète          | Compétition | S         | SC        | BA        | P         | Total         | Rang          | S         | SC        | BA        | P         | Total  | Rang   |
| ---------------- | ----------- | --------- | --------- | --------- | --------- | ------------- | ------------- | --------- | --------- | --------- | --------- | ------ | ------ |
| Wajdi Bouallègue | Individuel  | 13.708    | 60        | -         | -         | -             | -             | -         | -         | -         | -         | -      | -      |

### Haltérophilie
| Athlète               | Epreuve        | Rang | Groupe | Poids | Arraché (kg) | Arraché (kg) | Arraché (kg) | Arraché (kg) | Épaulé-jeté (kg) | Épaulé-jeté (kg) | Épaulé-jeté (kg) | Épaulé-jeté (kg) | Total |
| Athlète               | Epreuve        | Rang | Groupe | Poids | 1            | 2            | 3            | Résultat     | 1                | 2                | 3                | Résultat         | Total |
| --------------------- | -------------- | ---- | ------ | ----- | ------------ | ------------ | ------------ | ------------ | ---------------- | ---------------- | ---------------- | ---------------- | ----- |
| Khalil El Maaoui (en) | Moins de 56 kg | -    | A      | 55.39 | 127          | 130          | 132          | 132          | -                | -                | -                | -                | Abd   |
| Ghada Hassine         | Moins de 69 kg | 10   | B      | 68.64 | 97           | 101          | 102          | 102          | 115              | 120              | 125              | 120              | 222   |

### Handball
La Tunisie a qualifié son équipe de handball masculine de quatorze joueurs :
- Marouène Maggaiez (Handball Club de Nantes)
- Wassim Helal (Espérance sportive de Tunis)
- Wissem Hmam (Montpellier Handball)
- Selim Hedoui (Al-Arabi SC)
- Heykel Megannem (Saint-Raphaël Var Handball)
- Jaleleddine Touati (Dunkerque Handball Grand Littoral)
- Marouan Chouiref (Club africain)
- Issam Tej (Montpellier Handball)
- Oussema Boughanmi (Club africain)
- Amine Bannour (Club africain) (prêté en 2012 à Al-Ahli SC)
- Aymen Toumi (Étoile sportive du Sahel)
- Mosbah Sanai (Étoile sportive du Sahel)
- Wael Jallouz (Association sportive d'Hammamet)
- Kamel Alouini (Club africain)

- Sélectionneur : Alain Portes

Classement dans la poule A
| # | Équipe          | Pts | G | N | P | BP  | BC  | Diff |
| - | --------------- | --- | - | - | - | --- | --- | ---- |
| 1 | Islande         | 10  | 5 | 0 | 0 | 167 | 132 | +35  |
| 2 | France          | 8   | 4 | 0 | 1 | 159 | 110 | +49  |
| 3 | Suède           | 6   | 3 | 0 | 2 | 156 | 115 | +41  |
| 4 | Tunisie         | 4   | 2 | 0 | 3 | 121 | 125 | -4   |
| 5 | Argentine       | 2   | 1 | 0 | 4 | 113 | 138 | -25  |
| 6 | Grande-Bretagne | 0   | 0 | 0 | 5 | 96  | 192 | -96  |

|  | Qualifié pour les quarts de finale                                                                             |
|  | Éliminé |
|  | Pts points ; G victoires ; N nuls ; P défaites BP buts marqués ; BC buts encaissés ; Diff différence de points |

Matchs dans la poule A
| 29 juillet 14 h 30 | Suède   | 28 - 21   | Tunisie     | Copper Box, Londres Affluence : 4 155 Arbitrage : O. Raluy López, A. Sabroso |
| 29 juillet 14 h 30 | Doder 8 | (16 - 11) | Boughanmi 6 | Copper Box, Londres Affluence : 4 155 Arbitrage : O. Raluy López, A. Sabroso |
| 29 juillet 14 h 30 | ×3 ×4   | Rapport   | ×3 ×5       | Copper Box, Londres Affluence : 4 155 Arbitrage : O. Raluy López, A. Sabroso |

| 31 juillet 9 h 30 | Tunisie    | 22 - 32  | Islande      | Copper Box, Londres Affluence : 3 559 Arbitrage : M. Al-Nuaimi, O. A. Omar |
| 31 juillet 9 h 30 | Bannour 10 | (8 - 19) | Pálmarsson 8 | Copper Box, Londres Affluence : 3 559 Arbitrage : M. Al-Nuaimi, O. A. Omar |
| 31 juillet 9 h 30 | ×4 ×3      | Rapport  | ×4 ×5        | Copper Box, Londres Affluence : 3 559 Arbitrage : M. Al-Nuaimi, O. A. Omar |

| 2 août 11 h 15 | France     | 25 - 19   | Tunisie   | Copper Box, Londres Affluence : 4 670 Arbitrage : N. Nikolić, D. Stojković |
| 2 août 11 h 15 | Narcisse 7 | (12 - 11) | Bannour 5 | Copper Box, Londres Affluence : 4 670 Arbitrage : N. Nikolić, D. Stojković |
| 2 août 11 h 15 | ×4 ×5      | Rapport   | ×4 ×7     | Copper Box, Londres Affluence : 4 670 Arbitrage : N. Nikolić, D. Stojković |

| 4 août 9 h 30 | Tunisie  | 34 - 17  | Grande-Bretagne | Copper Box, Londres Affluence : 4 319 Arbitrage : M. Gubica, B. Milosevic |
| 4 août 9 h 30 | Toumi 10 | (14 - 8) | Edgar (en) 5    | Copper Box, Londres Affluence : 4 319 Arbitrage : M. Gubica, B. Milosevic |
| 4 août 9 h 30 | ×3 ×5    | Rapport  | ×3 ×6           | Copper Box, Londres Affluence : 4 319 Arbitrage : M. Gubica, B. Milosevic |

| 6 août 11 h 15 | Argentine    | 23 - 25   | Tunisie   | Copper Box, Londres Affluence : 4 645 Arbitrage : P. Olesen, L. E. Pedersen |
| 6 août 11 h 15 | Simonet D. 6 | (12 - 12) | Alouini 7 | Copper Box, Londres Affluence : 4 645 Arbitrage : P. Olesen, L. E. Pedersen |
| 6 août 11 h 15 | ×2 ×7 ×1     | Rapport   | ×3 ×6 ×1  | Copper Box, Londres Affluence : 4 645 Arbitrage : P. Olesen, L. E. Pedersen |

Quarts de finale
| 8 août 21 h 30 | Croatie | 25 - 23   | Tunisie            | Basketball Arena, Londres Arbitrage : C. M. Marina, D. L. Minore |
| 8 août 21 h 30 | Čupić 8 | (11 - 12) | Alouini, Jallouz 4 | Basketball Arena, Londres Arbitrage : C. M. Marina, D. L. Minore |
| 8 août 21 h 30 | ×2 ×3   | Rapport   | ×4 ×5 ×1           | Basketball Arena, Londres Arbitrage : C. M. Marina, D. L. Minore |

### Judo
| Athlète            | Compétition           | 1/16 de finale                  | 1/8 de finale                   | Quarts de finale    | Demi-finales        | Repêchage           | Finale pour la médaille de bronze | Finale              | Finale |
| Athlète            | Compétition           | Adversaire Résultat             | Adversaire Résultat             | Adversaire Résultat | Adversaire Résultat | Adversaire Résultat | Adversaire Résultat               | Adversaire Résultat | Rang   |
| ------------------ | --------------------- | ------------------------------- | ------------------------------- | ------------------- | ------------------- | ------------------- | --------------------------------- | ------------------- | ------ |
| Faïcel Jaballah    | Plus de 100 kg hommes | Yerzhan Shynkeyev (en) 001-0001 | Teddy Riner 0002-101            | -                   | -                   | -                   | -                                 | -                   | -      |
| Houda Miled        | Moins de 70 kg femmes | -                               | Chen Fei 0001-100               | -                   | -                   | -                   | -                                 | -                   | -      |
| Hana Mergheni      | Moins de 78 kg femmes | -                               | Mayra Aguiar 0003-0200          | -                   | -                   | -                   | -                                 | -                   | -      |
| Nihel Cheikhrouhou | Plus de 78 kg femmes  | -                               | Maria Suelen Altheman 0001-1001 | -                   | -                   | -                   | -                                 | -                   | -      |

### Lutte
| Athlète                  | Compétition     | Qualifications                                             | 1/8 de finale                                     | Quarts de finale                            | Demi-finales        | Repêchage 1         | Repêchage 2         | Finale              | Finale |
| Athlète                  | Compétition     | Adversaire Résultat                                        | Adversaire Résultat                               | Adversaire Résultat                         | Adversaire Résultat | Adversaire Résultat | Adversaire Résultat | Adversaire Résultat | Rang   |
| ------------------------ | --------------- | ---------------------------------------------------------- | ------------------------------------------------- | ------------------------------------------- | ------------------- | ------------------- | ------------------- | ------------------- | ------ |
| Lutte gréco-romaine      |                 |                                                            |                                                   |                                             |                     |                     |                     |                     |        |
| Zied Ait Ouagram         | Moins de 74 kg  | exempt                                                     | Christophe Guénot \|0\|0\| \|3\|2\|               | -                                           | -                   | -                   | -                   | -                   | -      |
| Haykel Achouri (en)      | Moins de 84 kg  | exempt                                                     | Vasyl Rachyba (en) (UKR) \|0\|0\| \|2\|1\|        | -                                           | -                   | -                   | -                   | -                   | -      |
| Hassine Ayari            | Moins de 96 kg  | exempt                                                     | Choucri Atafi (en) (MAR) \|2\|0\|3\| \|0\|1\|0\|  | Yunior Estrada (en) (CUB) \|0\|0\| \|1\|1\| | -                   | -                   | -                   | -                   | -      |
| Radhouane Chebbi         | Moins de 120 kg | exempt                                                     | Łukasz Banak (en) (POL) \|0\|0\| \|1\|2\|         | -                                           | -                   | -                   | -                   | -                   | -      |
| Lutte libre              |                 |                                                            |                                                   |                                             |                     |                     |                     |                     |        |
| Haithem Ben Alayech (en) | Moins de 66 kg  | Haislan Garcia (en) (CAN) \|0\| \|5\| Victoire par forfait | -                                                 | -                                           | -                   | -                   | -                   | -                   | -      |
| Bilel Ouechtati (en)     | Moins de 74 kg  | exempt                                                     | Abdulkhakim Shapiyev (en) (KAZ) \|3\|0\| \|5\|1\| | -                                           | -                   | -                   | -                   | -                   | -      |
| Marwa Amri               | Moins de 55 kg  | Um Ji-eun (en) (KOR) \|1\|3\| \|1\|0\|                     | Sofia Mattsson (SWE) \|0\|0\| \|3\|2\|            | -                                           | -                   | -                   | -                   | -                   | -      |
| Maroi Mezien             | Moins de 48 kg  | exempte                                                    | Hitomi Obara (JPN) \|0\| \|4\| Victoire par tombé | -                                           | -                   | -                   | -                   | -                   | -      |

### Natation
| Athlète          | Compétition        | Séries         | Séries | Demi-finale | Demi-finale | Finale            | Finale                              |
| Athlète          | Compétition        | Temps          | Rang   | Temps       | Rang        | Temps             | Rang                                |
| ---------------- | ------------------ | -------------- | ------ | ----------- | ----------- | ----------------- | ----------------------------------- |
| Oussama Mellouli | 1 500 m nage libre | 14 min 46 s 23 | 2      | -           | -           | 14 min 40 s 31    | Médaille de bronze, Jeux olympiques |
| Oussama Mellouli | 10 000 m           | -              | -      | -           | -           | 1 h 49 min 55 s 1 | Médaille d'or, Jeux olympiques      |
| Ahmed Mathlouthi | 200 m nage libre   | 1 min 49 s 68  | 30     | -           | -           | -                 | -                                   |
| Taki Mrabet      | 200 m 4 nages      | 2 min 1 s 41   | 29     | -           | -           | -                 | -                                   |
| Taki Mrabet      | 400 m 4 nages      | DSQ            | -      | -           | -           | -                 | -                                   |
| Sarra Lajnef     | 200 m brasse       | 2 min 31 s 15  | 31     | -           | -           | -                 | -                                   |

### Taekwondo
| Athlète           | Compétition   | Éliminatoires                 | Quarts de finale | Demi-finales     | Finale           | Finale |
| Athlète           | Compétition   | Adversaire Score              | Adversaire Score | Adversaire Score | Adversaire Score | Rang   |
| ----------------- | ------------- | ----------------------------- | ---------------- | ---------------- | ---------------- | ------ |
| Khaoula Ben Hamza | Plus de 67 kg | Anastasia Baryshnikova 6 - 12 | -                | -                | -                | -      |

### Tennis
| Athlète      | Compétition      | 1/16 de finale                 | 1/8 de finale                | Quarts de finale    | Demi-finales        | Repêchage 1         | Repêchage 2         | Finale              | Finale |
| Athlète      | Compétition      | Adversaire Résultat            | Adversaire Résultat          | Adversaire Résultat | Adversaire Résultat | Adversaire Résultat | Adversaire Résultat | Adversaire Résultat | Rang   |
| ------------ | ---------------- | ------------------------------ | ---------------------------- | ------------------- | ------------------- | ------------------- | ------------------- | ------------------- | ------ |
| Malek Jaziri | Simple messieurs | Lu Yen-hsun 7\|4\|6 6\|6\|3    | John Isner \|6\|2\| \|7\|6\| | -                   | -                   | -                   | -                   | -                   | -      |
| Ons Jabeur   | Simple dames     | Sabine Lisicki 6\|0\|5 4\|6\|7 | -                            | -                   | -                   | -                   | -                   | -                   | -      |

### Tir
| Athlète     | Compétition                         | Qualification | Qualification | Finale | Finale |
| Athlète     | Compétition                         | Points        | Rang          | Points | Rang   |
| ----------- | ----------------------------------- | ------------- | ------------- | ------ | ------ |
| Noura Nasri | Pistolet à 10 m air comprimé femmes | 377           | 30            | -      | -      |

### Voile
| Athlète        | Compétition | Rang | Course | Course | Course | Course | Course | Course | Course | Course | Course | Course | Course | Points | Points |
| Athlète        | Compétition | Rang | 1      | 2      | 3      | 4      | 5      | 6      | 7      | 8      | 9      | 10     | CM     | Total  | Nets   |
| -------------- | ----------- | ---- | ------ | ------ | ------ | ------ | ------ | ------ | ------ | ------ | ------ | ------ | ------ | ------ | ------ |
| Youssef Akrout | Laser       | 45   | 41     | 36     | 40     | 44     | 31     | 39     | 39     | 33     | 45     | 48     | *      | 396    | 348    |

### Volley-ball
La Tunisie a qualifié son équipe de volley-ball masculine.
- Compétition masculine - une équipe de douze joueurs[6] :
  - (15) Mehdi Ben Cheikh (Espérance sportive de Tunis)
  - (14) Bilel Ben Hassine (Club sportif sfaxien)
  - (8) Mohamed Ben Slimane (en) (Étoile sportive du Sahel)
  - (13) Noureddine Hfaiedh (Étoile sportive du Sahel)
  - (16) Hichem Kaâbi (Espérance sportive de Tunis)
  - (2) Ahmed Kadhi (Club olympique de Kélibia)
  - (7) Ilyès Karamosli (Espérance sportive de Tunis)
  - (11) Ismaïl Moalla (Club sportif sfaxien)
  - (3) Marouane M'rabet (Club olympique de Kélibia)
  - (10) Hamza Nagga (Club olympique de Kélibia)
  - (12) Anouer Taouerghi (Club sportif sfaxien)
  - (18) Hakim Zouari : (Club sportif sfaxien)
- Entraîneur : Fethi Mkaouer et Riadh Hedhili (en)

Classement
Les quatre premières équipes de la poule sont qualifiées.
- Qualifiés pour les quarts de finale
- Éliminés

| # | Équipe     | Pts | J | G | Gt | Pt | P | Sp | Sc | Ratio | Pp  | Pc  | Ratio |
| 1 | États-Unis | 10  | 4 | 3 | 0  | 1  | 0 | 11 | 4  | 2.75  | 352 | 317 | 1.11  |
| 2 | Brésil     | 8   | 4 | 2 | 1  | 0  | 1 | 10 | 5  | 2     | 343 | 317 | 1.082 |
| 3 | Russie     | 8   | 4 | 2 | 1  | 0  | 1 | 9  | 5  | 1.8   | 333 | 300 | 1.11  |
| 4 | Allemagne  | 5   | 4 | 1 | 1  | 0  | 2 | 6  | 8  | 0.75  | 317 | 313 | 1.013 |
| 5 | Serbie     | 5   | 4 | 1 | 0  | 2  | 1 | 7  | 10 | 0.7   | 361 | 380 | 0.95  |
| 6 | Tunisie    | 0   | 4 | 0 | 0  | 0  | 4 | 1  | 12 | 0.083 | 241 | 320 | 0.753 |

Matchs